# Châsse de saint Austremoine (abbaye de Mozac)
La châsse de saint Austremoine est une châsse reliquaire peinte à la fin du XVIe siècle ou au début du XVIIe siècle qui renferme les reliques de saint Austremoine, premier évêque de Clermont et évangélisateur de l'Auvergne. La châsse est conservée dans la chapelle centrale du bas-côté sud de l'église abbatiale Saint-Pierre de Mozac.
Sans véritable équivalent, la châsse est considérée comme la plus grande en bois peint de France voire d'Europe.  Elle est classée au titre d'objet des monuments historiques le 5 décembre 1908.

## Histoire du reliquaire

### Translation des reliques de saint Austremoine à l'abbaye de Mozac
En 848, le roi Pépin II d'Aquitaine fait transporter depuis Volvic les reliques de saint Austremoine à l'abbaye de Mozac.

### Rapprochement avec la châsse de saint Calmin et sainte Namadie
En raison de ses dimensions très proches de celles de la châsse de saint Calmin et de sainte Namadie (également conservée en l'abbaye de Mozac), une théorie soutient l’existence d’une paire de châsses en émaux de Limoges dès la fin du XIIe siècle. Mais la châsse médiévale de saint Austremoine aurait été vandalisée ou volée à une date inconnue. C'est la raison pour laquelle les religieux de Mozac auraient commandé, à la fin du XVIe ou au début du XVIIe siècle, le reliquaire en bois peint que nous est parvenu.
Il est également envisagé que le coffre (l'âme de bois) serait celui d'origine. Les plaques de cuivre émaillées auraient été arrachées et l'on aurait peint directement sur l'âme du reliquaire.
Outre les dimensions, la similitude entre les deux châsses se retrouve dans les représentations iconographiques. En effet, la châsse de saint Austremoine présente sur la face de revers les douze apôtres, comme sur la châsse de saint Calmin et de sainte Namadie, bien que l'ordre des personnages ne soit pas le même. Aussi, un pignon de la châsse de saint Austremoine est illustré de saint Calmin, tandis qu'à l'inverse, un pignon de la châsse de saint Calmin est consacré à l'évêque Austremoine.

### Datation de l'œuvre et attribution de l'artiste

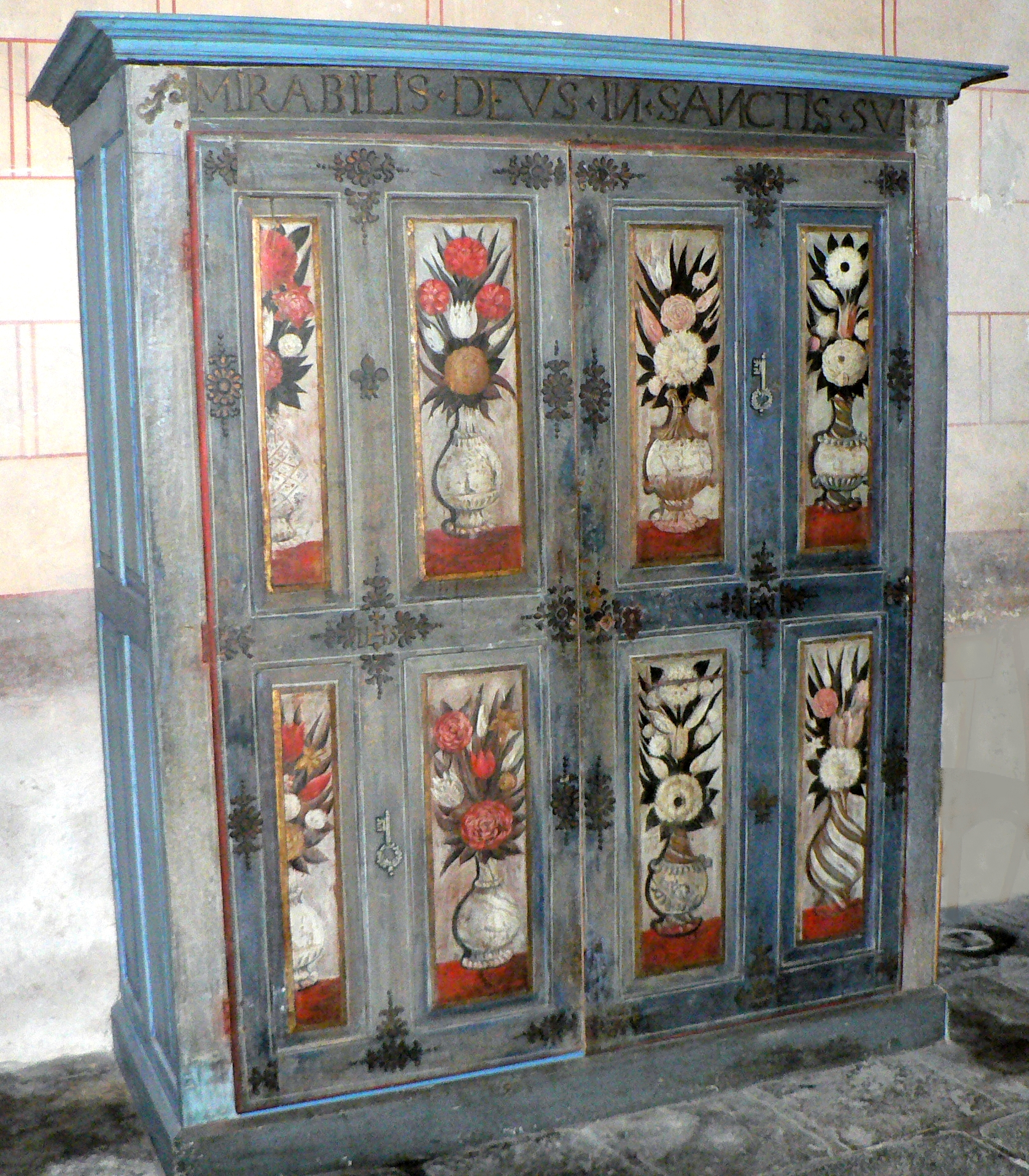
Armoire à reliquaires où étaient déposées les châsses en 1664

Sur le pignon représentant Calmin (saint fondateur de l’abbaye), tout en bas à gauche, l’artiste a signé son œuvre : « C. MARYE. FECIT ». En latin, cela signifie : C. Marye a fait [cette châsse]. Dans la paroisse Saint-Paul à Paris, le 16  octobre 1604, un dénommé Charles Marye  (même orthographe que le patronyme sur la châsse) qui est parrain lors du baptême de Jehan, fils de Guillaume Dumée. Ce dernier est un célèbre « peintre ordinaire du roi ». Même si le métier de Charles Marye n’est pas précisé dans le relevé de l’acte, l’autre parrain qui l’accompagne, Jehan Dangers, est également peintre, donc il est fort probable que Marye était aussi artiste.
La châsse est déjà présente dans l'église abbatiale en 1664, comme en témoignage une visite par des experts en vue de la rénovation de l'abbaye de Mozac. Il s'agit de la plus ancienne mention connue du reliquaire. Il était alors déposé dans une armoire liturgique peinte en bleu (qui existe toujours mais qui a été déplacée de quelques mètres dans le bras sud du transept). L'armoire était à l'origine installée dans la chapelle Saint-Sébastien du collatéral sud de l'église. S'y trouvaient également les autres reliquaires de l'abbaye, dont la châsse de saint Calmin et de saint Namadie. Mais au Moyen Âge, les châsses, offertes à la vénération des religieux et des pèlerins, devaient être exposées en évidence dans des chapelles, dans la crypte, dans des placards ouverts derrière les autels, etc.

## Description du reliquaire
La châsse en bois de chêne est en forme de maison avec une toiture à deux pentes. Les peintures sont directement passées sur le bois, au pinceau, sans apprêt, ni dessin préparatoire au crayon.
La face principale, où se trouve la porte en bas et au centre, présente une Annonciation dans la partie inférieure. La porte bordée de rouge est meublée des armoiries de l'abbaye de Mozac dans un ovale décoré de volutes rouges : la clé de saint Pierre et la fleur de lys royale, toutes deux dorées et argentées, posées sur un fond d'azur. Les panneaux supérieur et inférieur du reliquaire sont séparés par une baguette clouée. Au-dessus de la porte, donc au centre, le Christ en croix est entre la Vierge et saint Jean. À gauche de la crucifixion, saint Jean Baptiste porte la croix de sa main droite. À droite de la crucifixion, saint Austremoine debout est vêtu d'une chasuble rouge. Il est mitré et tient de sa main gauche la crosse épiscopale. Sa main droite tient la Bible ouverte qu'il lit.
La face opposée à celle de la porte montre les douze apôtres dans l'ordre d'énumération des Évangiles, de haut en bas et de gauche à droite. Le douzième apôtre, Judas Iscariote, comme après sa mort, est ici remplacé par Matthias. Les apôtres sont debout dans des niches semblables et symétriques. Chaque personnage est reconnaissable par ses vêtements et ses attributs qui sont généralement les instruments de leur supplice. Par exemple, Thomas tient la lance de son martyre. Enfin, comme à l’accoutumée, le nom de chacun des apôtres est inscrit sous leurs pieds.
Un des deux pignons présente saint Benoît dans une alcôve. Son prénom est écrit en dessous : BENOID (sic). Il est tout de noir vêtu dans son costume religieux. Ses mains sont jointes pour prier, où repose bloqué contre son corps, un bâton cantoral doré. Saint Benoît est le fondateur de l’ordre des Bénédictins que l’abbaye de Mozac adopte depuis sa fondation.
Sur le second pignon, saint Calmin est couronné, en pied, sous une fenêtre. Il est vêtu d’un costume de comte pourpre et vert et tient de sa main droite un sceptre doré coiffé d’une fleur de lys ou d’une croix. Sous la niche, il y a l’inscription latine « S[anctus] CALMINIUS » en lettres capitales, comme sous l’ensemble des personnages peints sur la châsse.

## Contenu

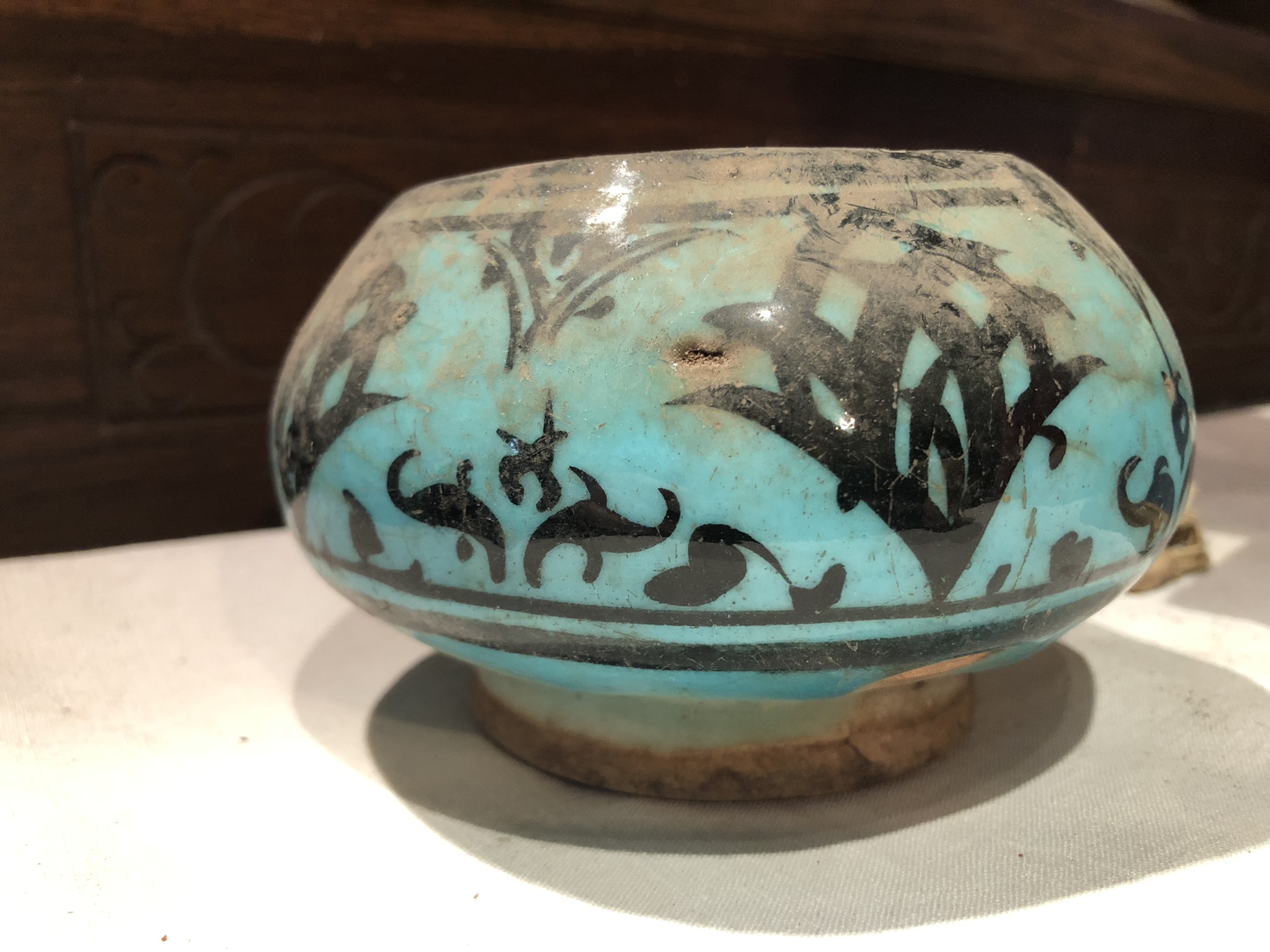
Vase provenant de Raqqa (origine ayyoubide)

La châsse renferme notamment un vase issu de la production des céramiques de Raqqa, d'origine ayyoubide, datant de la fin du XIIe siècle ou au début du XIIIe siècle. Il a perdu son couvercle. Le décor d'arabesques noires est peint sous une glaçure turquoise.
Le vase d'art islamique contient une fiole en verre, manifestement pas de la même période, avec des reliques du saint (quatre dents). 

## Restaurations
Une première intervention sur le reliquaire a eu lieu à une date indéterminée, probablement au cours du XIXe siècle ou au début du XXe siècle, qui a consisté à visser quatre petits pieds sous la planche inférieure (non peinte), à fixer trois pommettes sur le faîte et à vernir la couche picturale. Le vernis avait progressivement terni et assombri la peinture qui avait perdu en visibilité.
La châsse est restaurée en 2024 et 2025 par l’atelier Ann’Lizarine (Anne Elsener).